# Роговичи (дворянский род)
Роговичи (пол. Rogowicz) — дворянский род.
Потомство Андрея Роговича (XVII в.).

## Описание герба
В серебряном щите три чёрных столба, поверх чёрная перевязь влево.
Щит увенчан дворянским коронованным шлемом. Нашлемник: три серебряных страусовых пера. Намёт: чёрный с серебром. Герб рода Роговичей внесён в Часть 19 Общего гербовника дворянских родов Всероссийской империи, стр. 110.